# Prenantia
Prenantia is een mosdiertjesgeslacht uit de  familie van de Smittinidae en de orde Cheilostomatida

## Soorten
- Prenantia cheilostoma (Manzoni, 1869)
- Prenantia dichotoma Gordon, 1989
- Prenantia firmata (Waters, 1887)
- Prenantia inerma (Calvet, 1906)
- Prenantia ligulata (Manzoni, 1870)
- Prenantia spectrum (Jullien, 1882)

Niet geaccepteerde soort:
- Prenantia bella (Busk, 1860) → Smittina bella (Busk, 1860)